# نادي بانيونيوس
نادي بانيونيوس (باليونانية: ΠΑΕ Πανιώνιος)‏ هو نادي كرة قدم يوناني، تم تأسيسه في سنة 1890 في مدينة إزمير في تركيا في أيام الدولة العثمانية من قبل يونانيي مدينة إزمير وسمي في البداية باسم نادي سميرنا (اسم مدينة إزمير باليونانية) وبعد الحرب اليونانية التركية إنتقل مركز النادي إلى ضاحية نيا سميرنا (أي سميرنا الجديدة) في أثينا عاصمة اليونان وتحول إسمه إلى بان أيونية، يلعب حالياً هذا النادي في دوري السوبر اليوناني، لم يتمكن هذا النادي من الفوز بالدوري اليوناني في تاريخه إلا أنه حل الوصيف في موسم 1951 و1971، كما أنه فاز بكأس اليونان في موسم 1979 وموسم 1998، على الصعيد الخارجي تمكن في سنة 1971 من الفوز بكأس البلقان وتمكن من الوصول إلى الدور الربع النهائي في دوري أبطال أوروبا 1997-98، اسم ملعب نادي بانيونيوس الرئيسي هو نيا سميرني ستاديوم ويبلغ سعته 11700 متفرج.